# Iván Romero Mingo
Iván Romero Mingo (Madrid, 21 de juliol de 1980) és un futbolista madrileny, ja retirat, que ocupava la posició de defensa.

## Trajectòria
Després de passar pel Rayo B (01/02) i pel RSD Alcalá (02/03), s'incorpora a l'Atlètic de Madrid per jugar amb el seu filial. Eixe any, a més a més, debuta a la màxima categoria amb el primer equip.
Sense continuïtat a l'Atlético, el 2004 marxa al Polideportivo Ejido, i a l'any següent, al Gimnàstic de Tarragona, tot i que en cap dels dos aconsegueix fer-se un lloc a l'onze titular. Després d'un any al Real Jaén de Segona B, el 2007 retorna a la categoria d'argent a les files del Racing de Ferrol, amb qui juga 28 partits, tot i que els bascos queden en llocs de descens. La 08/09 milita a la SD Eibar, amb qui encadena un altre descens a Segona B.
La temporada 09/10, retorna al Racing de Ferrol.